# جوزف سروسی
جوزف سروسی (رومانیایی: Joseph Seroussi؛ ۲۶ مه ۱۹۳۳ – ۲۶ ژوئن ۲۰۱۸ (۸۵ سال)) طراحی مد، تاجر اهل رومانی بود.
در سال ۲۰۱۰ مجله فوربز ثروت او را ۵۰ میلیون یورو تخمین زد.
جوزف سروسی در سال ۲۰۱۸ در سن ۸۵ سالگی درگذشت.